# Sudernius Priscus
Sudernius Priscus (sein Praenomen ist nicht bekannt) war ein im 2. Jahrhundert n. Chr. lebender Angehöriger des römischen Ritterstandes (Eques).
Durch ein Militärdiplom, das auf den 19. August 121 datiert ist, ist belegt, dass Priscus 121 Präfekt der Cohors IIII Gallorum war, die zu diesem Zeitpunkt in der Provinz Cilicia stationiert war.